# Jin Nong

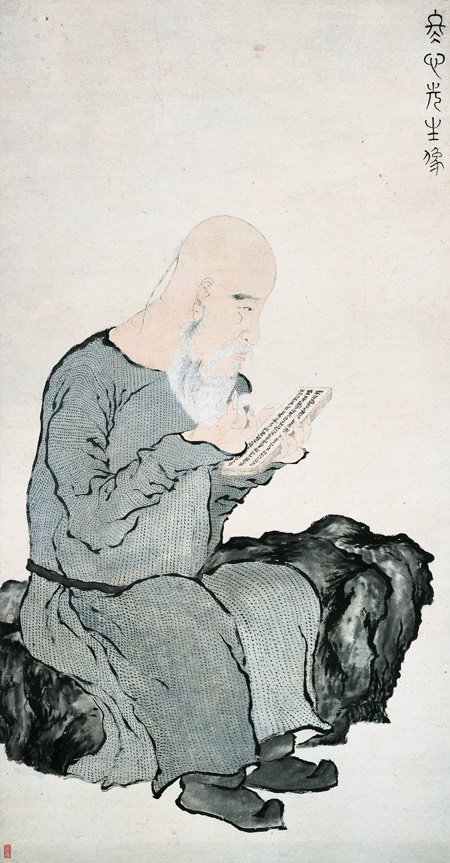
Jin Nong afgebeeld als een luohan (boeddhistische heilige), portret door Luo Ping, ca. 1762 of 1763

Jin Nong (vereenvoudigd Chinees:  金农; traditioneel Chinees: 金農; 1687–ca. 1764) was een Chinees kunstschilder en kalligraaf uit de Qing-periode. Hij had meerdere omgangsnamen, waaronder Shoumen (壽門), Sinong (司農) en Jijin (吉金). Hij werkte onder een groot aantal artistieke namen, zoals Dongxin (冬心) en Jiliu Shanmin (稽留山民).
Jin Nong behoort tot de canon van de 'Acht Excentriekelingen van Yangzhou', een groep schilders die de orthodoxe opvattingen over de schilderkunst verwierpen ten bate van een expressiever stijl.

## Biografie
Jin Nong werd in 1687 geboren in Hangzhou, in de provincie Zhejiang. In 1736 zakte hij voor het Chinees examenstelsel. Hij ondernam geen volgende poging, maar ging zich vanaf dat moment toeleggen op het schildereren. Jin voorzag niet alleen in zijn levensonderhoud door de verkoop van zijn schilderijen, maar ook in het verkopen van inktstenen en lantaarns. Deze werden door een aantal jonge werknemers gemaakt en door Jin op een artistieke manier afgewerkt.

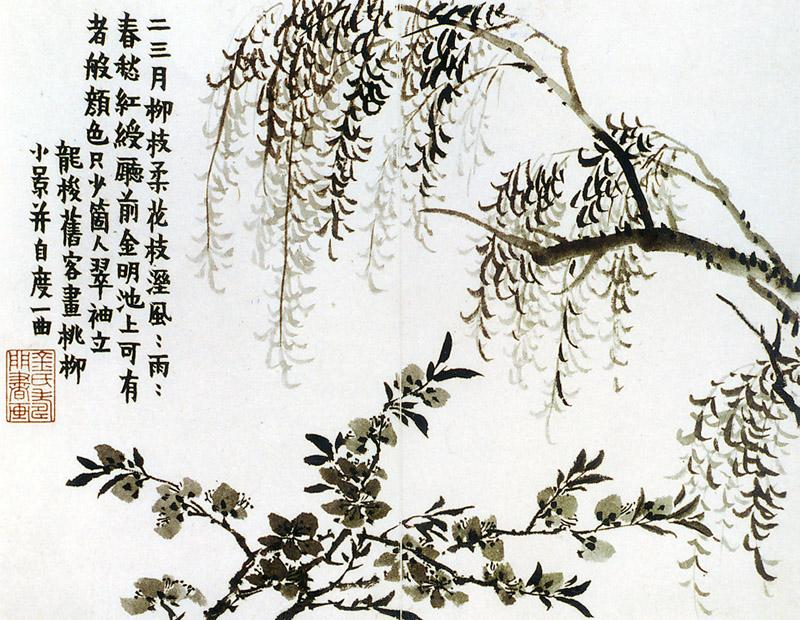
Wilg (1754) gewassen inkt op papier, collectie Tianjinmuseum

Nadat hij de zestig gepasseerd was en zijn vrouw had verloren, werd Jin Nong een bekende kunstschilder, kalligraaf en schrijver in Yangzhou in de provincie Jiangsu. Vooral zijn schilderijen met lentebloesem waren hier in trek. Jin werkte nooit in opdracht. Om zijn onafhankelijkheid te kunnen bewaren, verkocht hij zijn schilderijen en kalligrafieën meestal op zijn rondreizen in de streek.
Toen de gezondheid van Jin achteruitging, ging hij zich vrijwel alleen bezighouden met schilderen. Om de productie te verhogen, maakte Jin gebruik van een aantal leerlingsschilders. Mogelijk is een derde van alle schilderijen die Jin Nong als eigen werk uitbracht geschilderd door een van zijn leerlingen. Een van hen was Luo Ping (羅聘), een schilder die ook wordt gerekend tot de Acht Excentriekelingen. Jin Nong stierf in 1763 of 1764. Hij liet geen kinderen na.

## Werken
Als een van de Acht Excentriekelingen was Jin relatief conservatief. Hij gebruikte eenvoudige composities voor zijn bamboeschilderingen en vogel- en bloemschilderingen in traditionele motieven, zoals de 'Drie Vrienden van de Winter' en de 'Vier Edellieden'. Jin en zijn vriend Wang Shishen (1686–1759) uit dezelfde school staan te boek als twee van de grootste schilders van pruimenbloesem in de Chinese schilderkunst.
Jins latere werk omvatte onder andere ook boeddhistische afbeeldingen en een groot aantal zelfportretten, iets wat uitzonderlijk was in die tijd. Jin Nongs werken worden door kunstcritici gewaardeerd om de gebalanceerde compositie van de schildering, de krachtige kalligrafie en de zegels.
- Gemeinsame Normdatei: 139731148
- International Standard Name Identifier: 0000 0000 8195 210X
- Library of Congress Control Number: n81114187
- Bibliotheek van het Japanse parlement: 00622709
- Nationale bibliotheek van Australië: 36607301
- Nederlandse Thesaurus van Auteursnamen: 193582759
- LIBRIS: 319963
- Trove: 1324041
- Union List of Artist Names: 500320171
- Virtual International Authority File: 6262313
- WorldCat: E39PBJy4d9tQjbg6hmXMwdW7HC